# Gare de Mietesheim
La gare de Mietesheim est une gare ferroviaire française, fermée, de la ligne de Haguenau à Hargarten - Falck, située sur le territoire de la commune de Mietesheim, dans le département du Bas-Rhin, en région Grand Est.
C'est une halte lorsqu'elle est mise en service en 1864 par la Compagnie des chemins de fer de l'Est. Au XXIe siècle, elle est fermée et désaffectée depuis une date indéterminée, mais son ancien bâtiment est toujours présent, réaffecté en habitation.

## Situation ferroviaire
Établie à 167 mètres d'altitude, la gare de Mietesheim est située au point kilométrique (PK) 12,433 de la ligne de Haguenau à Hargarten - Falck, entre les gares de Mertzwiller et de Gundershoffen.

## Histoire
La halte de Mietesheim est mise en service par la Compagnie des chemins de fer de l'Est, le 19 décembre 1864, lorsqu'elle ouvre à l'exploitation sa ligne de Niederbronn à Haguenau. Deux ans plus tard, en 1866, « Mietesheim (halte) », figure dans le guide du voyageur en France publié par Hachette, elle est établie à 13 km de Haguenau, elle dessert un village où est exploité du minerai de fer.
En 1875, la halte de Mietesheim est desservie par quatre trains dans chaque sens sur la relation Haguenau - Forbach.
En 1923, les habitants de Mietesheim et des communes de Griesbach, Bitschhoffen, Engwiller, Uttenhoffen et Uhrwiller, font une demande pour que le train partant de Haguenau à 21 h 26, en correspondance avec le train au départ de Strasbourg à 20 h 20, marque l'arrêt en « gare de Mietesheim ». La Commission départementale, lors de sa séance du 27 mars, adopte se vœu.
Le quai de la halte est détruit, en avril 2014, dans le cadre de travaux effectués sur les voies.

## Patrimoine ferroviaire
En avril 2019, l'ancien bâtiment toujours présent, réaffecté en habitation, sur le site entre la rue de la Gare et la voie ferrée.